# Ish-Blloku
Ish-Blloku, chiamato comunemente Blloku, è una zona di Tirana, nota per le sue boutique, i ristoranti e i bar alla moda.
Blloku è un quartiere piuttosto piccolo a soli 10-15 minuti a piedi dal centro di Tirana e durante il periodo comunista era accessibile esclusivamente ai membri del politburo albanese e sulla maggior parte delle mappe non era contrassegnato. Dopo la caduta del comunismo in Albania, il quartiere è diventato molto popolare tra gli albanesi, il che ha comportato un notevole sviluppo di nuove abitazioni esclusive.
Nel quartiere si trova ancora la residenza del leader comunista albanese Enver Hoxha.